# 703 Noemi
703 Noemi је астероид главног астероидног појаса чија средња удаљеност од Сунца износи 2,175 астрономских јединица (АЈ).
Апсолутна магнитуда астероида је 12,1 а геометријски албедо 0,058.